# Recesija
Recesíja je v ekonomiji kontrakcija poslovnega ciklusa oz. splošna upočasnitev gospodarske dejavnosti. Makroekonomski kazalniki, kot so bruto domači proizvod, zaposlenost, investicijska potrošnja, izkoriščenost zmogljivosti, dohodek gospodinjstev, poslovni dobiček in inflacija, padejo, povečata pa se število bankrotov in stopnja brezposelnosti.
Recesije se navadno pojavijo ob splošnem upadu trošenja (negativni šok povpraševanja). To lahko sprožijo različni dogodki, npr. finančna kriza, zunanji trgovinski šok, negativni ponudbeni šok ali razpočenje ekonomskega mehurčka. Vlade se na recesijo na splošno odzovejo s sprejemanjem ekspanzivnih makroekonomskih politik, kot so povečanje denarne mase, povečanje državne potrošnje in zmanjšanje davkov.
Krize niso vezane izključno na kapitalizem, je pa za kapitalizem značilno, da se te krize ponavljajo. Nadalje imajo kapitalistične krize posebno značilnost, da jih povzroča višek ponudbe nad povpraševanjem; drugače rečeno, kapitalistično krizo povzroča preobilje blaga (glede na tržne potrebe).

## Primerjava kapitalizma s predhodnimi oblikami produkcije
Kapitalistična kriza se razlikuje od kriz vseh preostalih načinov produkcije tako po njenih značilnosti kot po viru njenega nastanka. Medtem ko so krize obstajale, na primer, tudi v fevdalizmu, jih je v tem obdobju povzročilo pomanjkanje dobrin. Glavna vira takšnega pomanjkanja so bili neugodni naravni vplivi (tj. slaba letina) ter vojno razdejanje, ki je prizadelo kmečko prebivalstvo na vojnem območju.  V vsakem primeru je značilnost predkapitalistične krize splošno pomanjkanje, da torej družbena produkcija iz takšnih ali drugačnih razlogov ni zmožna kriti osnovnih družbenih ali osebnih potreb.
Kriza, značilna za kapitalistični način produkcije, je iz tega vidika ostro nasprotje krizam vseh preteklih družbenih redov; ne povzroča je pomanjkanje, temveč preobilje. Za kapitalistično krizo je edinstveno tudi, da ni naključna, ampak je konstanten in periodičen pojav kapitalistične ekonomije, ki iz nje tudi izhaja. 

### Tržna in družbena potreba
Ko je govora o preobilju, ni nujno, da govorimo o preobilju glede na dejanske družbene potrebe, ampak o preobilju glede na zmožnost trga, da vase vsrka vso proizvedeno blago. Te dve potrebi  nista sinonima; družbena potreba je neodvisna od kupne moči posameznika (tj. s koliko denarja ta posameznik razpolaga), medtem ko ravna ta kupna moč določa tržno potrebo posameznika in s tem družbeno potrebo kot vsoto individualnih potreb.
To razlikovanje je pomembno, ker kapitalistična kriza izhaja iz preobilja glede na tržne, ne na dejanske družbene potrebe. Takšno stanje preobilja povzroča hiperprodukcija, ta pa je ponovno definirana glede na tržne potrebe. Takšno razlikovanje je pomembno, saj v nasprotnem primeru pridemo do sklepa, da se kapitalistična kriza pojavi, ko so izpolnjene vse družbene potrebe, da se torej pojavi v raju na zemlji.

## Temeljni pogoji za krizo

### Ločitev produkcije in potrošnje
Temeljni pogoj, da sploh lahko pride do gospodarske krize, kot je značilna za kapitalizem, je blagovno gospodarstvo. Čeprav je slednje tesno povezano z blagovno menjavo, je vseeno treba razlikovati med obema, saj blagovna menjava obstaja tudi v naturalnem gospodarstvu (tj. kmečki privatni lastnini). 
V primeru naturalnega gospodarstva, kot je na primer značilno za srednjeveškega kmeta, osnovni smoter produkcije ni prodaja na trgu, ampak lastna konsumpcija; večino produkta kmet sam porabi. Sicer stopa v blagovno menjavo, kljub temu pa osnovni namen produkcije ostaja kritje lastnih potreb. Pri blagovnem gospodarstvu to ne drži več; produkcija s tem ni namenjena več lastni porabi, ampak prodaji na trgu, preko trga pa tudi krije svoje lastne potrebe. Zgodovinsko je pomemben vzvod k prehodu v blagovno gospodarstvo bila sprememba naturalne v denarno rento; s tem, ko fevdalec od podložnika ni zahteval naturalne, ampak denarne dajatve, je podložnika tudi silil v blagovno gospodarstvo (ta je moral prodajati svoje pridelke, da je dobil denar za dajatve).
Ločitev producenta od potrošnika dopolnjuje družbena delitev dela. Takšna delitev dela de facto ukinja samostojnost posameznega produkcijskega obrata. Ta po eni strani producira za celotno družbo; tako ni več odvisen od lastnih potreb, ampak od potreb drugih. Po drugi strani pa zaradi družbene delitve dela isti obrat ignorira svoje lastne potrebe; za njihovo izpolnitev je vezan na trg, torej na drugega producenta. Zaradi družbene delitve dela družbene produkcije ne moremo več obravnavati kot vsoto posameznih minimalno medsebojno povezanih obratov, ampak kot medsebojno povezano celoto. Uspehi in propadi posameznih obratov postanejo s tem zadeva celotne družbene ekonomije; na takšen način se tudi širijo gospodarske krize iz svoje začetne točke v ostale dele gospodarstva.
Temeljni mehanizmi, ki omogočajo periodične kapitalistične krize, tako izhajajo iz blagovnega gospodarstva. Preostale značilnosti kapitalistične produkcije (opisane spodaj) to možnost  razvijejo v zagotovljeno ponavljajočo se realnost.

## Kriza in značilnosti kapitalistične produkcije

### Akumulacija kapitala
Eden izmed temeljnih ciljev kapitalistične produkcije, ki istočasno tudi povzroča periodične krize, je akumulacija kapitala. Osnovni cilj kapitalistične produkcije ni vezan na izpolnitev lastne ali družbene potrebe, ampak nasprotno povečanje že obstoječe vrednosti, ki zaradi tega sploh postane kapital.
Iz vidika kapitalistične produkcije pa se problem pojavi, ker je realizacija (ne pa tudi produkcija) presežne vrednosti vezana na trg; če kapitalist blaga ne uspe prodati, bo presežna vrednost ostala v blagovni obliki (kot presežno blago). Presežno delo v takšni obliki pa kapitalistu ne koristi; če mu ne uspe prodati uskladiščenega blaga, njegov kapital ne bo zaključil svoje cirkulacije, temu primerno pa iz celotne zadeve ne bo imel profita.
Za kapitalista se problem pojavi, ker njegov obseg produkcije narašča hitreje kot narašča povpraševanje na trgu. Ta problem pa ni omejen na posameznega kapitalista, ampak na celotni družbeni kapital. Razkol med rastjo produkcije (ponudbe) in rastjo povpraševanja tako vodi do porušenja ravnovesja med obema; to vodi do zastoja blagovnega toka, ki pa je za cirkulacijo kapitala katastrofalna. V kapitalizmu sta takšna porušitev razmerja med družbeno produkcijo in konsumpcijo, s tem pa tudi krize, ciklična pojava:
»Vtem ko narašča produktivna sila v geometrični progresiji, se širijo trgi kvečjemu v aritmetični. Desetletni ciklus stagnacije, prosperitete, hiperprodukcije in krize, ki se je od 1825 do 1867 zmeraj vnovič vračal, se sicer zdi, da je ponehal, vendar samo, da bi nas izkrcal v močvari trajne in kronične depresije. Zaželeno razdobje prosperitete noče priti: kolikokrat mislimo, da vidimo znamenja, ki ga naznanjajo, tolikokrat spet izginejo v zraku. Medtem pa nam vsaka nova zima postavlja vprašanje: »Kaj naj napravimo z brezposelnimi?««

### (Nesorazmerna) rast produkcije
Pri akumulaciji (širitvi) kapitalistične produkcije je treba upoštevati, da njen obseg ne narašča sorazmerno s količino vloženih sredstev, ampak hitreje. Potrebno je namreč upoštevati še povečanje produktivnosti, ki izhaja iz uvedbe večjih in bolj zmogljivih strojev. Koncentracija kapitala, ki vodi  v nastanek kapitalističnih monopolov, ima za posledico tudi dodatno povečanje obsega produkcije.
Dodaten faktor, ki pospešuje rast družbene produkcije, je razvoj produktivnih sil. Kapitalizem se od fevdalizma, kjer sta prevladovala cehovska produkcija in kmečka privatna lastnina, razlikuje po tem, da teži k naglemu razvoju produktivnih sil (oba načina produkcije sta glede na kapitalizem dokaj statična). Dva takšna primera sta optimizacija že obstoječih produkcijskih procesov in uvedba novih produkcijskih postopkov; v obeh primerih je končni cilj povečana produktivnost delovne sile. Takšen razvoj produktivnosti dela ni odvisen od osebnih želja kapitalista, ampak ga v to sili zakon konkurence; kapitalist si namreč prizadeva znižati stroškovno ceno izdelka pod stroškovno ceno njegovih tekmecev. To doseže tako, da vsak nov produkt v povprečju vsebuje manjši delež živega dela (del tega se šteje kot variabilni kapital v stroškovno ceno); drugače rečeno, z nadpovprečno produktivnostjo delovne sile. Takšen razvoj produktivnih je po eni strani eden izmed ključnih faktorjev tendenčnega padanja profitne mere; po drugi strani pa vodi v toliko večji obseg družbene produkcije, s čimer dodatno povečuje problem hiperprodukcije.
Tako koncentracija kapitala kot razvoj produktivnih sil vodita do pospešene rasti kapitalistične produkcije, ki dodatno izpostavi razkol med družbeno produkcijo in konsumpcijo (kot je ta možna v okviru kapitalističnega trga).

## Potek gospodarske krize
Gospodarske krize ne smemo jemati kot izolirani pojav, ampak kot del širšega osnovnega cikla kapitalistične ekonomije. Ta se deli na tri večja obdobja: stagnacijo, hiperprodukcijo in krizo.
Obdobje stagnacije je nerodno poimenovano, saj v tem obdobju akumulacija kapitala sicer poteka, a ne v zadostnem obsegu, da bi kratkoročno ogrožala stabilnost kapitalistične ekonomije. V kapitalizmu je to obdobje, ki nastopi bodisi po koncu predhodne kapitalistične gospodarske krize ali pa v začetnih obdobjih kapitalistične produkcije, ko se slednja torej šele uveljavlja.
Naslednja faza kapitalističnega cikla je faza hiperprodukcije. Kapitalist produkcije ne prilagaja zahtevam trga, ampak trg prisili, da sprejme njegovo blago, pri čemer si pomaga s sredstvi, kot sta na primer monopol in marketing. V tej fazi pa je trg še dovolj elastičen, da je zmožen absorbirati vso proizvedeno blago. Hkrati je to obdobje relativne gospodarske blaginje, kjer rastejo tudi mezde (in s tem tudi delavska potrošnja). 
Takšno obdobje ni dolgotrajno, saj pride do pregrevanja trga, s tem se pa že pojavijo prvi zastoji v cirkulaciji blaga (trg postaja nasičen). Ko ti zastoji v prodaji zajamejo večji del družbenega kapitala, trg preide v krizo. V tem obdobju vsak kapitalist potrebuje denar, zato se bo na vsak način hotel znebiti blaga; ker pa to počnejo vsi kapitalisti, cene blag zaradi porušenega razmerja ponudbe in povpraševanja (velik presežek prve) padajo, trgovski in industrijski obrati se zapirajo, banke pa propadajo. Po teh krčih, ki lahko trajajo od nekaj mesecev do več let, se trg stabilizira, kapitalistični cikel pa se začne na novo.

### Kriza kot posledica porušenega ravnovesja med ekonomskimi sferami
Za kapitalistično krizo ni nujno, da izhaja iz (relativnega) preobilja, ampak je za turbulenco na trgu dovolj že, če se spremeni razmerje med različnimi panogami produkcije. Natančneje, družbena produkcija se deli na produkcijo produkcijskih sredstev (npr. strojev in surovin), kamor spada tudi ekspanzija produkcije, ter produkcijo potrošnih dobrin, kot so na primer hrana, obleka, zdravila in avtomobili; sem spada tudi del družbenega produkta, ki si ga kot osebni dohodek s presežno vrednostjo prilasti kapitalistični razred. Razmerje med obema sferama produkcije pa ni naključno, ampak je med drugim tudi usklajeno s splošno družbeno produktivnostjo, že manjša odstopanja od tega razmerja pa ustvari na trgu nemirne razmere, ki lahko vodijo v krizo.

## Posledice gospodarskih kriz

### Koncentracija kapitala
Kriza je pomemben element koncentracije družbenega kapitala, saj je to obdobje, v katerem veliko malih kapitalistov in malomeščanstva propade in so bodisi prisiljeni postati podizvajalci (de facto uslužbenci) velekapitala bodisi so potisnjeni v proletarske vrste. Gospodarska kriza je pomembna in težka preizkušnja za kapitalistične monopole, a je za mali kapital in drobno buržoazijo toliko bolj uničujoča. Ta v kapitalistični ekonomiji namreč igra vlogo amortizerja; v času hiperprodukcije prevzame višek tržnega povpraševanja, hkrati pa v času krize ravno ta sloj kapitalistične ekonomije prevzame glavnino gospodarskega uničenja, ki pride s krizo. S propadom manjših in srednje velikih kapitalistov njihova produkcijska preidejo v last velekapitalistov, ki že zaradi svojega obsega lažje prebrodijo krizo. Periodične gospodarske krize so tako pomembni trenutke koncentracije družbenega kapitala, s tem pa tudi pripravljajo podlago za kapitalistične monopole. 

### Vpliv na delavski razred

#### Vpliv na materialni položaj
Za mezdnega delavca je značilno, da prodaja svojo delovno silo na trgu kot blago; ko enkrat delovna sila privzame obliko blaga, je dovzetna za enake tržne zakonitosti kot vsakršno drugo blago. Eden izmed ključnih tržnih mehanizmov je ponudba in povpraševanje, ki pa se ujema z nihanjem gospodarske konjunkture. V času gospodarskega razcveta je večje povpraševanje po delovni sili; iz tega razloga se mezde povišajo, brezposelnost pa pada (ampak še vedno obstaja). V času gospodarske krize je ravno obratno: kapitalisti bankrotirajo, njihovi obrati se zapirajo, delavci pa izgubijo zaposlitve in se pridružijo množici brezposelnih. Nadalje se razmerje med ponudbo in povpraševanjem po delovni sili premakne v prid ponudbi, ki je je sedaj toliko več viška; posledično sledi padec mezd in slabšanje ostalih delovnih pogojev, kot na primer dolžina delovnega dneva in intenzivnost dela.

#### Vpliv na razredni boj

##### Vpliv na reformistični sindikalni boj
Za reformistični boj je aktualno stanje gospodarske konjunkture (tj. krize in prosperitete) pomembno, saj določa pogajalsko moč delavskega razreda nasproti kapitalu. Splošno pravilo je, da je reformistične zahteve lažje doseči v obdobju prosperitete. Razlog je v tem, da so v tem obdobju vsakršni zastoji v produkciji velika izguba za kapitalista; zanj je bolj ugodno, da sprejme reformistične zahteve delavcev, kot da se sooča z izgubami, ki bi jih utrpel s stavkami (še posebej, ker izgube kompenzira z večjo intenzivnostjo dela). V času krize je ravno obratno. V tem obdobju kapitalist zapira manj dobičkonosne obrate; stavka v takšnem obratu mu da še dodatno vzpodbudo, da pospeši selitev kapitala v bolj dobičkonosne sfere (delavce starih obratov pa odpusti).

##### Vpliv na radikalizacijo
Gospodarske krize so trenutki, kjer antagonizem med kapitalom (pa tudi med samimi kapitalisti) in delom postane najbolj očiten; ta je v času blaginje bil vsaj delno zakrit. Kot opisano zgoraj, so gospodarske krize tudi obdobje, kjer so potenciali reformističnega boja toliko bolj omejene; tudi iz povsem ekonomskega vidika, saj kapitalu zmanjkuje manevrskega prostora za izpolnitev delavskih zahtev. 
Omejeni potenciali reformističnega boja in poslabšan materialni položaj delavcev sta dva ključna faktorja, ki krizo postavljata kot eno izmed večjih možnosti za uveljavitev revolucionarne politike. Slednja dobi toliko večjo avtoriteto med ljudskimi množicami, ker so proti-krizni ukrepi namenjeni zavarovanju kapitalskih investicij, s čimer postane konflikt (razrednih interesov) med proletariatom in buržoazijo toliko bolj opazen.
V kolikor revolucionarne sile niso dovolj močne, da zrušijo kapitalizem, ampak mu vseeno predstavljajo relevantno eksistenčno grožnjo, se v odgovor na grožnjo revolucije vzpostavi socialna demokracija. Zgodovinski primer je uporaba keynesianizma v ZDA v 30' letih 20. stoletja (t.i. New Deal), po koncu druge svetovne vojne pa tudi v Zahodni Evropi (npr. Franciji, Zahodni Nemčiji in Veliki Britaniji); v obeh primerih je k povečani moči reformizma pripomogel obstoj Sovjetske Zveze, ki je predstavljala tudi praktično obstoječo alternativo kapitalizmu. 